# Ingolstadt
Ingolstadt (pronunciación en alemán: /ˈɪŋɡɔlˌʃtat/ⓘ, regional /ˈiŋɡɔlˌʃtɑt/) es una ciudad independiente de la región Alta Baviera en el estado federado de Baviera (Alemania), ubicada a orillas del río Danubio, a 70 km de Múnich.

## Historia

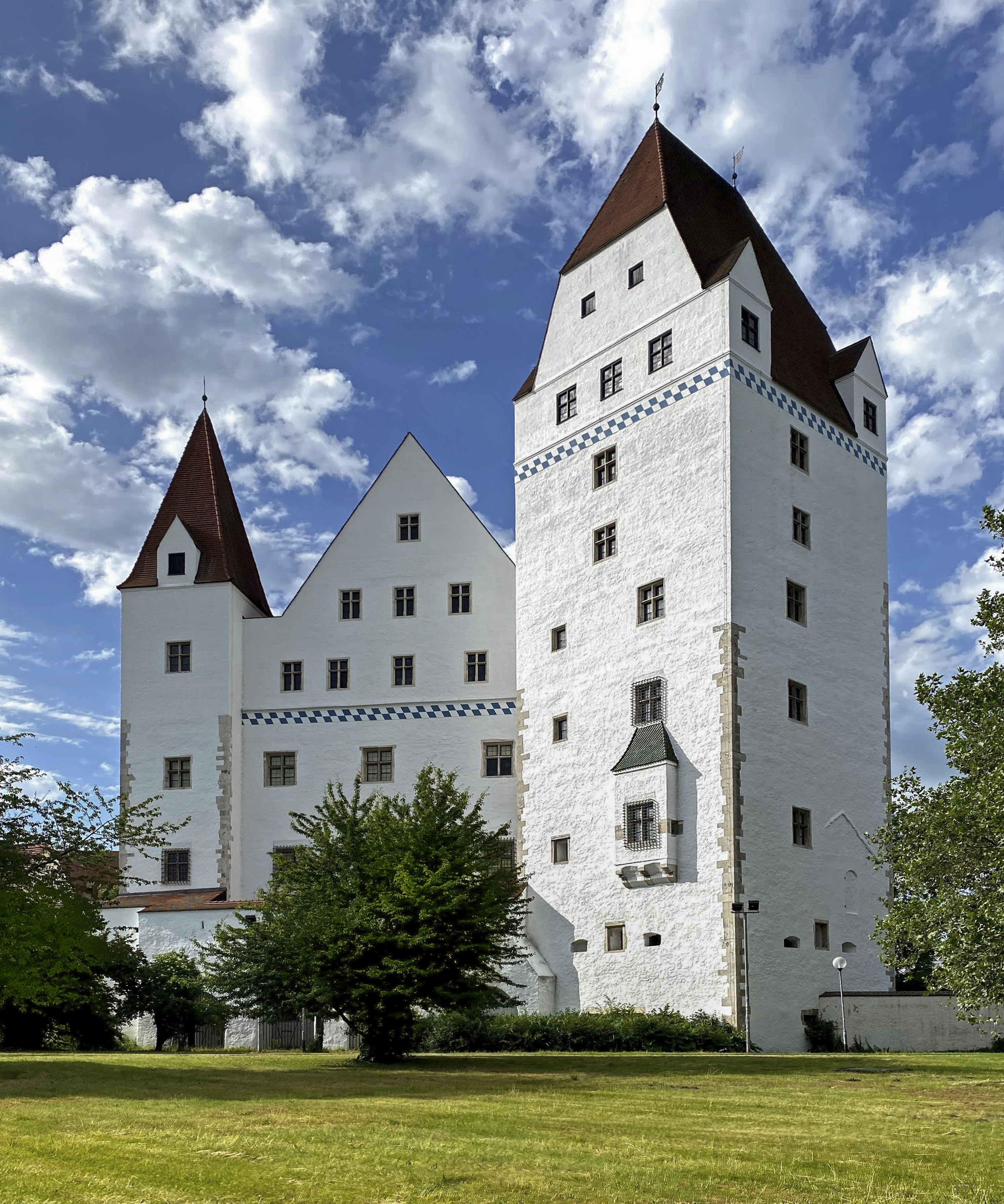
Palacio Nuevo (Neues Schloss) de Ingolstadt.

Ingolstadt fue mencionada por primera vez en un documento de Carlomagno del 6 de febrero del año 806.
Entre 1392 y 1447, año en que se unió a Baviera-Landshut, fue la capital del Ducado Baviera-Ingolstadt. Fue sede de la famosa Universidad de Ingolstadt, fundada por el duque de Baviera Luis IX en 1472. En el año 1516 Guillermo IV de Baviera escribe y firma en esta ciudad la Ley de la pureza.
La famosa muralla de la ciudad solo ha podido ser superada por las tropas de Napoleón I.
Aquí nace la secta secreta de los Illuminati a finales del siglo XVIII.
Ingolstadt es mencionada en la célebre obra de Mary Shelley, "Frankenstein"; es el lugar de nacimiento del monstruo creado por el imaginario doctor Víctor Frankenstein.
A comienzos del siglo XIX la ciudad, al igual que el resto de Baviera, pasa a formar parte de la Confederación del Rin fomentada por Napoleón I. Tras el derrumbamiento del Imperio Napoleónico, Baviera se une a la Confederación Germánica.
Charles de Gaulle y Mijaíl Tujachevski estuvieron detenidos en la fortaleza de esta ciudad durante la Primera Guerra Mundial.
El entonces capitán Charles de Gaulle intentó la evasión cinco veces, sin éxito, ya que su gran tamaño (1.92 m.) le hacía demasiado visible, siendo liberado después del armisticio. Mijaíl Tujachevski, al quinto intento de escape, logró regresar a Rusia en octubre de 1917.

## Economía
Posee refinerías para el petróleo que llega por oleoducto, industria automotriz (aquí se encuentra la sede de Audi) y fábricas de electrónica.
Después de la Segunda Guerra Mundial, Audi buscaba una nueva sede y se decidió por esta ciudad debido a sus buenas comunicaciones.
Su cercanía con Múnich sitúa a Ingolstadt en una de las regiones de mayor importancia económica e industrial dentro de la Unión Europea (UE).

## Deportes
La ciudad alberga al club de fútbol FC Ingolstadt, que en la actualidad se desenvuelve en la 3. Liga, la tercera categoría del fútbol de Alemania. Su estadio es el Audi Sportpark.

## Ciudades hermanadas
- Carrara, Italia.
- Kirkcaldy, Escocia.
- Grasse, Francia.
- Murska Sobota, Eslovenia.
- Distrito administrativo Central de Moscú, Rusia.
- Manisa, Turquía.
- Kragujevac, Serbia.
- Opole, Polonia.
- Győr, Hungría.
- Foshan, República Popular China.